# Burg- und Schlossruine Wullross
Die Burg- und Schlossruine Wullross (Wullroß) sind die denkmalgeschützten (Listeneintrag) Ruinenreste zweier Höhenburganlagen in der Inneren Wimitz im Norden Kärntens.

## Geographische Lage
Die Bauwerke befanden sich in erhöhter Lage (ca. 950 ü.A.) der sogenannten Inneren Wimitz im Wald zwischen den Kleinsiedlungen Wullroß und Psein in der heutigen Gemeinde Weitensfeld im Gurktal. Sie wurden oberhalb der Straße entlang des Wimitzbaches angelegt.

## Geschichte
Wullross wurde um das Jahr 1200 als Woldris erstmals urkundlich erwähnt, 1342 erscheint es als Volreichs. Der Name leitet sich ab vom Personennamen Wolrich, in der ältesten Urkunde, dem Urbar des Gurker Domkapitels, wird ein Waltherus de Woldris als Lehensinhaber genannt. 1446 fiel Leonhard, der letzte Wullroß, im Kampf gegen die Türken. Das Wappen des mittelalterlichen Kleinadelsgeschlechtes zeigte einen Stier mit Nasenring. Eine bekannte Namensträgerin war Katherina von Wulroß, 1402 Äbtissin des adeligen Nonnenklosters St. Georgen am Längsee.
Gegen Ende des 15. Jahrhunderts erwarb Wilhelm Rumpf die Burg, der 1520 als Prokurator von Siegmund von Dietrichstein beim Hoftaiding in St. Veit an der Glan teilnahm. Während sein Sohn Wolf Rumpf von Kaiser Rudolf II. die Herrschaft Weitra geschenkt bekam, heiratete seine Tochter Barbara Rumpf den Quecksilbergewerken Wilhelm Neumann, einen Beisitzer des Schlosses Wasserleonburg, wodurch Wulross in dessen Besitz geriet. Die der heiligen Barbara geweihte Burgkapelle wurde im Jahr 1578 als profaniert bezeichnet, was darauf hinweist, dass die damalige Burgherrschaft protestantisch war.
Bereits im 16. Jahrhundert entstand neben der Burg das Schloss Wullross, während das mittelalterliche Bauwerk dem Verfall überlassen wurde. 1747 erwarb Ferdinand von Egger das Anwesen, das fortan auch im Besitz der Familie Egger blieb. Nachdem ein Blitzschlag das Gebäude im Jahr 1818 in Brand gesetzt hatte, stürzten 1820 Teile des nun verlassenen Gebäudes ein.

## Baubeschreibung
Von der mittelalterlichen Burg sind nur noch Reste eines quadratischen Turms mit einer Seitenlänge von etwa sieben Metern und der sich südöstlich an den Turm anschließenden Kapelle erhalten.
Die Reste des ehemaligen Renaissance-Schlosses, das sich nordwestlich der Burg befand, sind von Dickicht überwuchert und nur schwer erkenn- und überschaubar.